# Pterolophia bigibbicollis
Pterolophia bigibbicollis är en skalbaggsart som beskrevs av Stefan von Breuning 1967. Pterolophia bigibbicollis ingår i släktet Pterolophia och familjen långhorningar. Inga underarter finns listade i Catalogue of Life.